# Kalayaan, Palawan

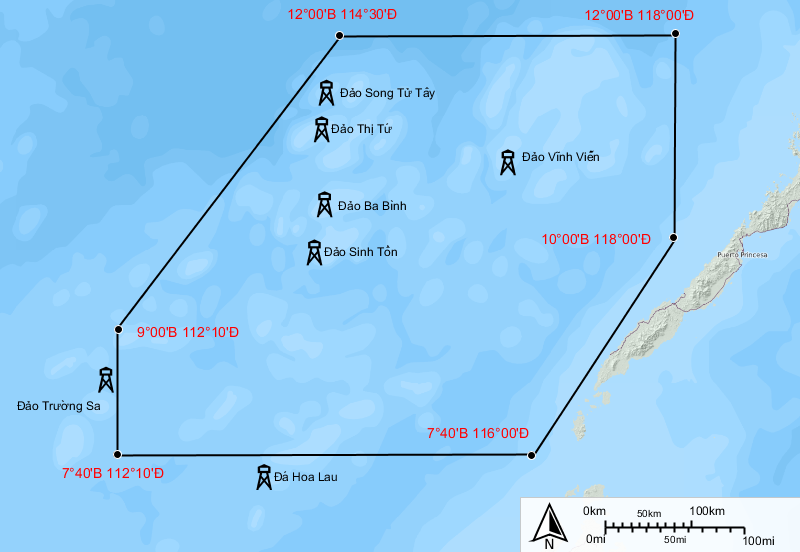
Định nghĩa "Nhóm đảo Kalayaan" của Philippines theo Sắc lệnh Tổng thống số 1596

Kalayaan (nghĩa là "tự do") là một đô thị hạng 5 ở tỉnh Palawan, Philippines. Theo điều tra dân số và nhà ở của Philippines vào năm 2010 thì Kalayaan có 222 cư dân và tất cả đều sinh sống trên đảo Thị Tứ (tiếng Filipino: Pag-asa). Kalayaan chính là đơn vị hành chính của Philippines thiết lập tại một khu vực của quần đảo Trường Sa vốn đang bị tranh chấp bởi sáu bên.
Kalayaan chỉ có một barangay (tương đương với huyện hay xã) là Pag-asa. Năm 1975, Philippines đã xây một đường băng dài 1.260 m với diện tích 5,6 ha được sử dụng chung cho dân sự và quân sự. Dân ở đây chủ yếu là ngư dân di cư đến đây nhờ nỗ lực di dân của chính quyền Philipiness đưa dân lên các đảo thuộc Kalayaan nhằm củng cố các tuyên bố chủ quyền của mình. Mỗi tháng một lần, tàu của hải quân Philipiness chở lương thực và thực phẩm đến đây. Đảo này có nhà máy lọc nước, máy phát điện, trạm thời tiết, tháp thông tin di động,...

## Lịch sử
Quần đảo Trường Sa là tập hợp nhiều đảo nhỏ, rạn đá ngầm và bãi ngầm thuộc Biển Đông. Sáu bên gồm Brunei, Đài Loan, Malaysia, Philippines, Trung Quốc và Việt Nam đang tranh chấp quần đảo này ở các mức độ khác nhau. Đài Loan, Trung Quốc và Việt Nam tuyên bố sở hữu toàn bộ quần đảo này: Đài Loan chiếm giữ một đảo lớn nhất và một rạn đá ngầm (có một cồn cát nhỏ nổi trên đó), Trung Quốc chiếm giữ bảy rạn đá ngầm còn Việt Nam chiếm giữ hai mươi mốt đảo và rạn đá ngầm. Philippines tuyên bố chủ quyền hầu hết quần đảo và gọi phần mà họ đòi hỏi chủ quyền là Nhóm đảo Kalayaan. Malaysia chiếm giữ bảy rạn đá ngầm và bãi ngầm. Riêng Brunei chưa duy trì sự hiện diện quân sự trên quần đảo Trường Sa.
Năm 1947, luật sư và doanh nhân người Philippines là Tomás Cloma đã cùng đội ngư dân phát hiện ra nhiều nhóm đảo nhỏ, tức quần đảo Trường Sa, không có người ở trong Biển Đông. Ngày 11 tháng 5 năm 1956, Cloma cùng bốn mươi người khác chính thức chiếm hữu các đảo và đặt tên cả vùng này là Quần đảo Freedomland.
Ngày 6 tháng 7 năm 1956, Cloma tuyên bố với toàn thế giới về việc thành lập chính phủ riêng cho Lãnh thổ Tự do Freedomland với thủ phủ đặt tại đảo Bình Nguyên (tiếng Filipino: Patag). Từ năm 1968, chính quyền Philippines bắt đầu cho quân đội chiếm một số đảo Trường Sa. Năm 1971, nước này chính thức tuyên bố chủ quyền đối với các đảo Kalayaan. Năm 1974, Cloma nhượng lại tuyên bố chủ quyền của mình cho chính phủ Philippines.

## Định nghĩa
Ngày 11 tháng 6 năm 1978, tổng thống Philippines Ferdinand Marcos ký Sắc lệnh Tổng thống số 1596 định nghĩa khái niệm Nhóm đảo Kalayaan như sau:
Từ một điểm (trên đường giới hạn lãnh thổ Philippines [theo Hiệp định Paris ký năm 1898]) nằm tại vĩ độ 7°40' Bắc và kinh độ 116°00' Đông, đi về phía tây dọc theo trục 7°40'B đến giao điểm với kinh tuyến 112°11'Đ, đi về phía bắc đến giao điểm với vĩ tuyến 9°00'B, đi về phía đông bắc đến giao điểm của vĩ tuyến 12°00'B và kinh tuyến 114°30'Đ, đi về phía đông dọc theo vĩ tuyến 12°00'B đến giao điểm với kinh tuyến 118°00'B, đi về phía nam dọc theo kinh tuyến 118°00'B đến giao điểm với vĩ tuyến 10°00'B rồi đi về phía tây nam để trở lại điểm ban đầu tại vĩ độ 7°40'B và kinh độ 116°00'Đ.
Vào năm 2009, Philippines thông qua Luật Đường cơ sở Quần đảo và giữ nguyên cách diễn giải khái niệm "Nhóm đảo Kalayaan" theo sắc lệnh trên. Từ đó, có thể thấy Philippines chính thức tuyên bố chủ quyền đối với hầu hết quần đảo Trường Sa, chỉ trừ một số thực thể địa lý rõ ràng nằm ngoài phạm vi này, ví dụ đảo Trường Sa, đá Hoa Lau, đá Lát và đá Sác Lốt; đá Suối Cát ở toạ độ 7°37′30"B 113°48′Đ, tức là nằm rất sát đường giới hạn phía nam (7°40'B).

## Địa lý
Phần Kalayaan do Philippines kiểm soát thực tế nằm ở phía tây tỉnh Palawan, bao gồm bảy đảo san hô và cồn cát cùng ba rạn đá san hô ngầm. Danh sách như sau: (1) Pag-asa, (2) Likas, (3) Parola, (4) Lawak, (5) Kota, (6) Patag, (7) Panata, (8) Balagtas, (9) Rizal, (10) Ayungin.
Trong số các thực thể mà Philippines đang kiểm soát thì đảo Thị Tứ (Pag-asa) là đảo lớn nhất với diện tích khoảng 37,2 ha (hoặc 32 ha); đảo này đồng thời cũng là đảo đứng lớn thứ hai về diện tích trong quần đảo Trường Sa. Đảo lớn thứ nhì là đảo Bến Lạc (tiếng Filipino: Likas) với diện tích 18,6 ha (hoặc 15 ha). Đảo này là nơi rùa biển lớn (tiếng Filipino: pawikan) đẻ trứng quanh năm. Độ mặn nước ngầm tại đây rất cao, nên các cây mang từ nơi khác đến đây bị còi cọc. Chỉ có các loại cây đặc hữu ở đây, phần lớn là các loại cây bãi biển, mới có thể phát triển tốt trong điều kiện khí hậu nóng ẩm tại đây. Đảo lớn thứ ba là đảo Song Tử Đông (tiếng Filipino: Parola). Đảo này cũng có độ mặn nước ngầm cao, và cây cối mọc ở đây chủ yếu là loại cây bãi biển. Các bãi san hô quanh đảo phần lớn bị tàn phá bởi việc sử dụng thuốc nổ bừa bãi do các thuyền đánh cá trong quá khứ. Một số đảo có chim di cư dùng làm chỗ nghỉ, và có rùa đẻ trứng. Trên các đảo này có nguồn phosphor phân chim có thể khai thác được với quy mô nhỏ.